# ستان لين
ـستان لين (بالإنجليزية: Stan Lynn)‏ (18 يونيو 1928 ببولتن في المملكة المتحدة - 29 أبريل 2002 ببرمنغهام في المملكة المتحدة) هو لاعب كرة قدم بريطاني في مركزي الدفاع والظهير. لعب مع أستون فيلا وبرمنغهام سيتي وأكرينجتون ستانلي ‏ ونادي ستوربريدج.

## وصلات خارجية
- ـستان لين على موقع قاعدة بيانات كرة القدم.إي يو (الإنجليزية)
- ـستان لين على موقع عالم كرة القدم.نت (الإنجليزية)